# Península de Miankale
La península de Miankale (en persa: شبه جزیره میان‌کاله)  es una península asiática estrecha y larga localizada en la provincia de Mazandaran, en el norte de Irán, situada en el extremo sureste del mar Caspio. La península alargada, tiene de 48 km de longitud y un ancho entre los 1300 y 3200 metros.
Se distingue en la bahía de Gorgan en el mar Caspio. La elevación de la península desde el nivel del mar es de 23 metros y cuatro aldeas están situadas en ella, a saber: Ashuradeh, Qezel-e shomali, Qezel-Mehdi y Qavasatl. La ciudad situada en el lado opuesto del extremo de la península es Bandar Torkamán. La isla de Ashuradeh se encuentra en el extremo oriental de la península.
El 23 de junio de 1975, 100.000 hectáreas de la península, junto con la bahía de Gorgan y el Lapoo-Zaghmarz Ab-bandan, fueron declaradas Sitio Ramsar (n.º ref. 36).